# Jaranga

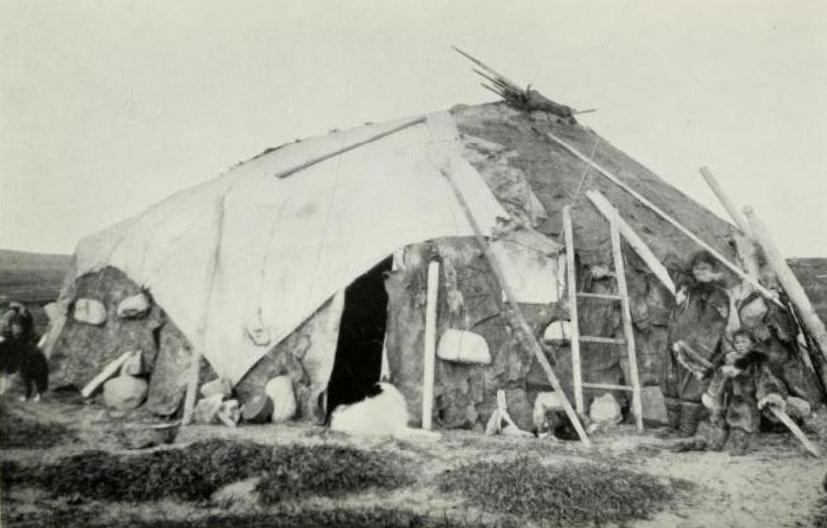
Jaranga a Uėlen

La jaranga (in ciukcio яраӈы, jaraṇy; in russo яранга, jaranga) o yaranga è un tipo di abitazione a forma di cupola utilizzata da alcuni popoli nomadi del nord della Russia come i ciukci e gli yupik siberiani. Anche altri popoli della Siberia nord-orientale hanno abitazioni simili: eschimesi, coriachi, eveni, jukaghiri. Gli eschimesi del gruppo Chaplino (ungazigmit) la chiamano mynt'tyg'ak (IPA: mɨŋtˈtɨʁaq, in cirillico: мыңтыӷақ).

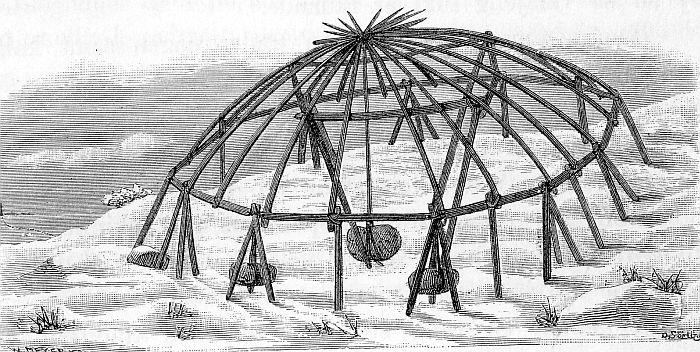
Struttura della jaranga

## Descrizione

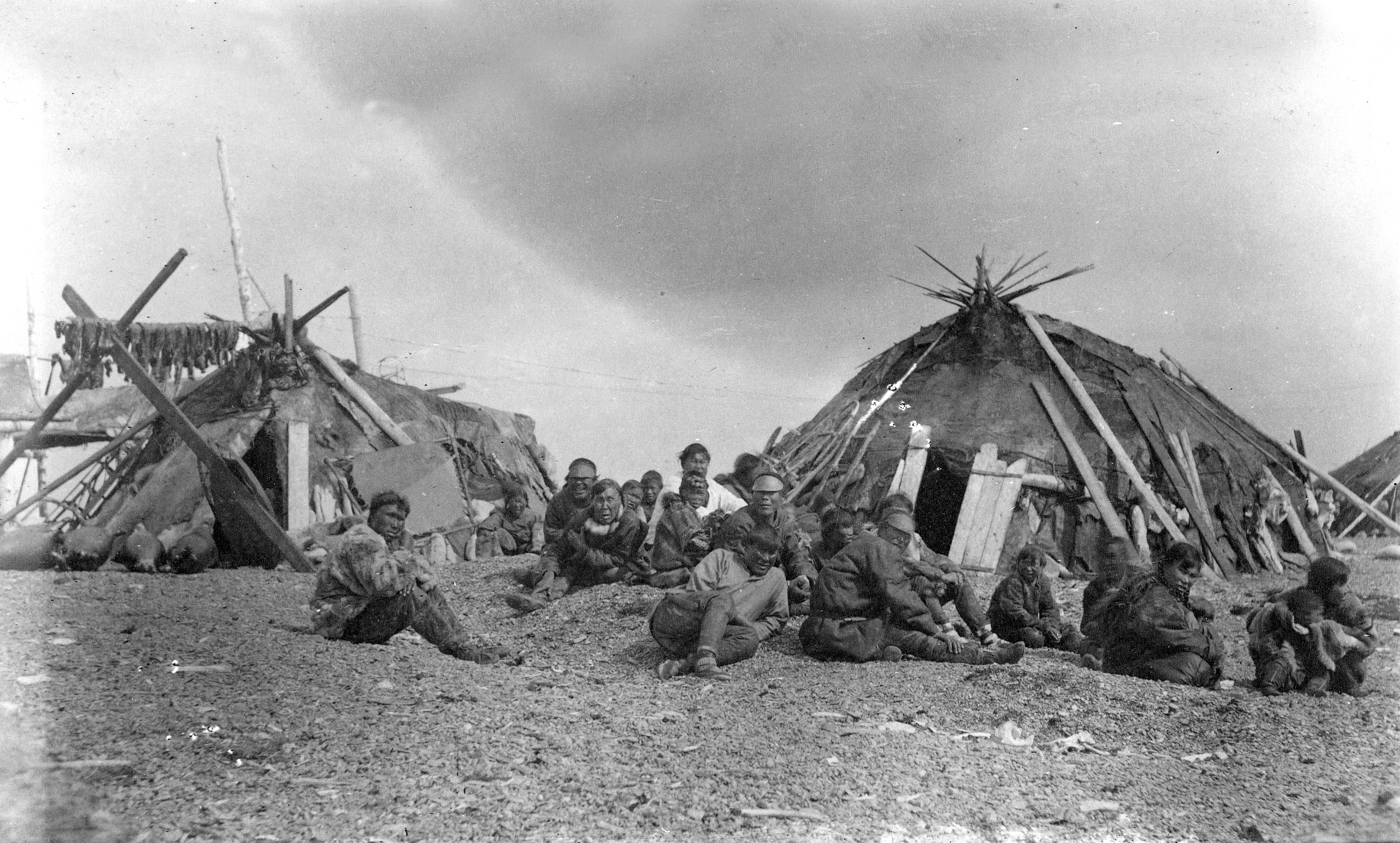

La jaranga ha una forma a cupola e un'altezza da 3,5 a 4,7 metri e un diametro da 5,7 a 7-8 metri. La leggera struttura di legno, fatta di pali, paletti, rami di salice e pioppo, è ricoperta di pelli di renna, cervo, tricheco o addirittura balena, o di teli, cuciti insieme. Uno jaranga di medie dimensioni richiede circa 50 pelli. La struttura è mobile e può essere trasportata servendosi del bestiame e delle slitte. 
Un grande jaranga è difficile da riscaldare completamente, ma viene costruita al suo interno una cabina più piccola di forma rettangolare chiamata polog, che può essere mantenuta calda e accogliente e viene usata per dormire. I polog interni possono essere più d'uno. La jaranga è a volte circondata da zolle, o tavole, o pietre intorno alla base, a formare un muretto. Le attività domestiche vengono svolte nella parte interna anteriore, più grande, dove si trova il focolare. Il fumo esce dalla porta che è sempre aperta. Durante le tempeste invernali vi entrano anche i cani. All'interno usano lampade a olio alimentate da grassi animali.